# Burbank (Oklahoma)
Burbank – miasto w Stanach Zjednoczonych, w stanie Oklahoma, w hrabstwie Osage.